# Boult-sur-Suippe
Boult-sur-Suippe é uma comuna francesa na região administrativa do Grande Leste, no departamento de Marne. Estende-se por uma área de 19.75 km², e possui 1.710 habitantes, segundo o censo de 2018, com uma densidade de 87 hab/km².